# Таминс
Таминс (нем. Tamins) — коммуна в Швейцарии, в кантоне Граубюнден.
Входит в состав округа Имбоден. Население составляет 1147 человек (на 31 декабря 2006 года). Официальный код — 3733.
В Таминсе сливаются Передний Рейн и Задний Рейн, образуя реку Рейн.

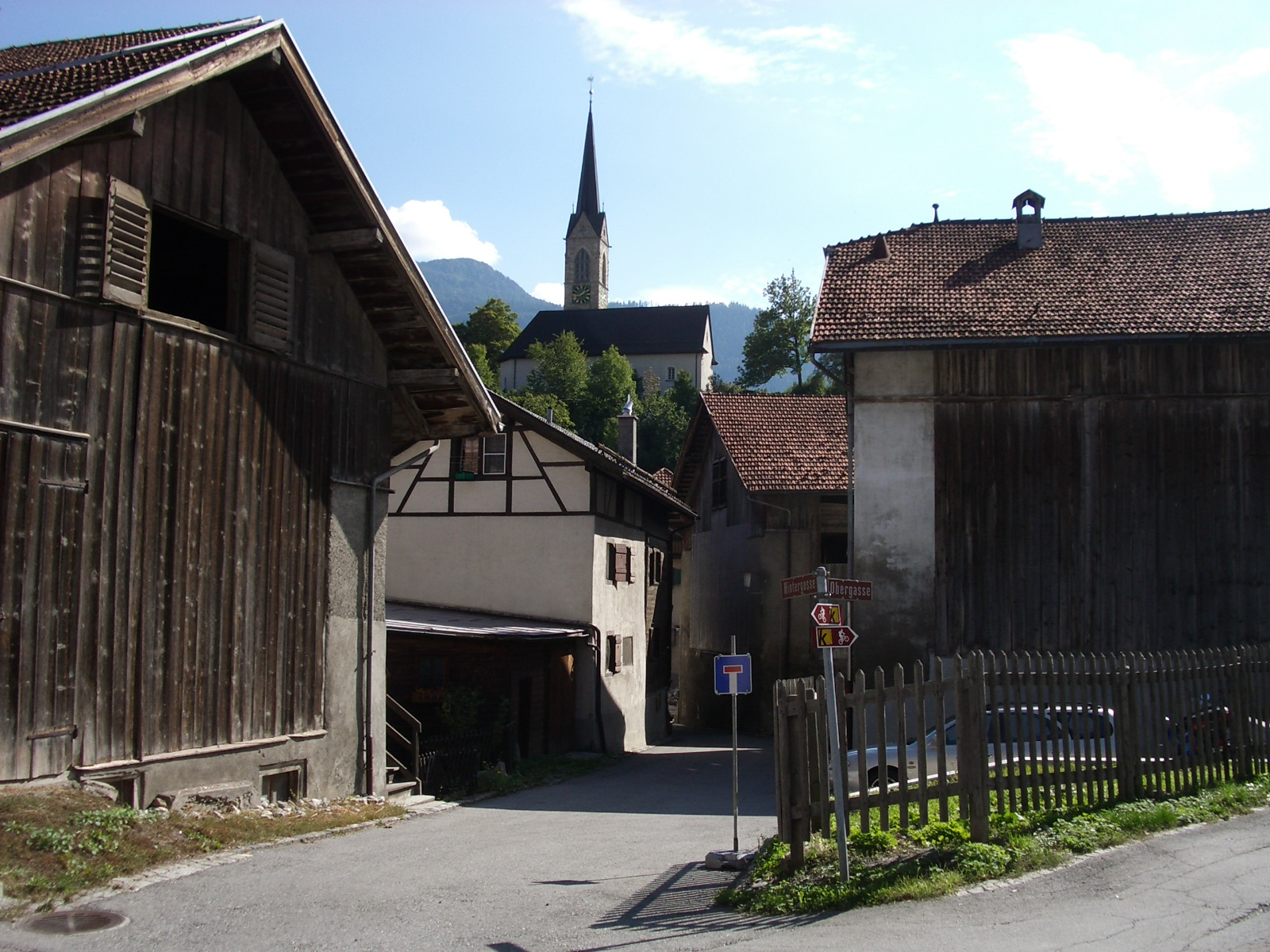
Церковь
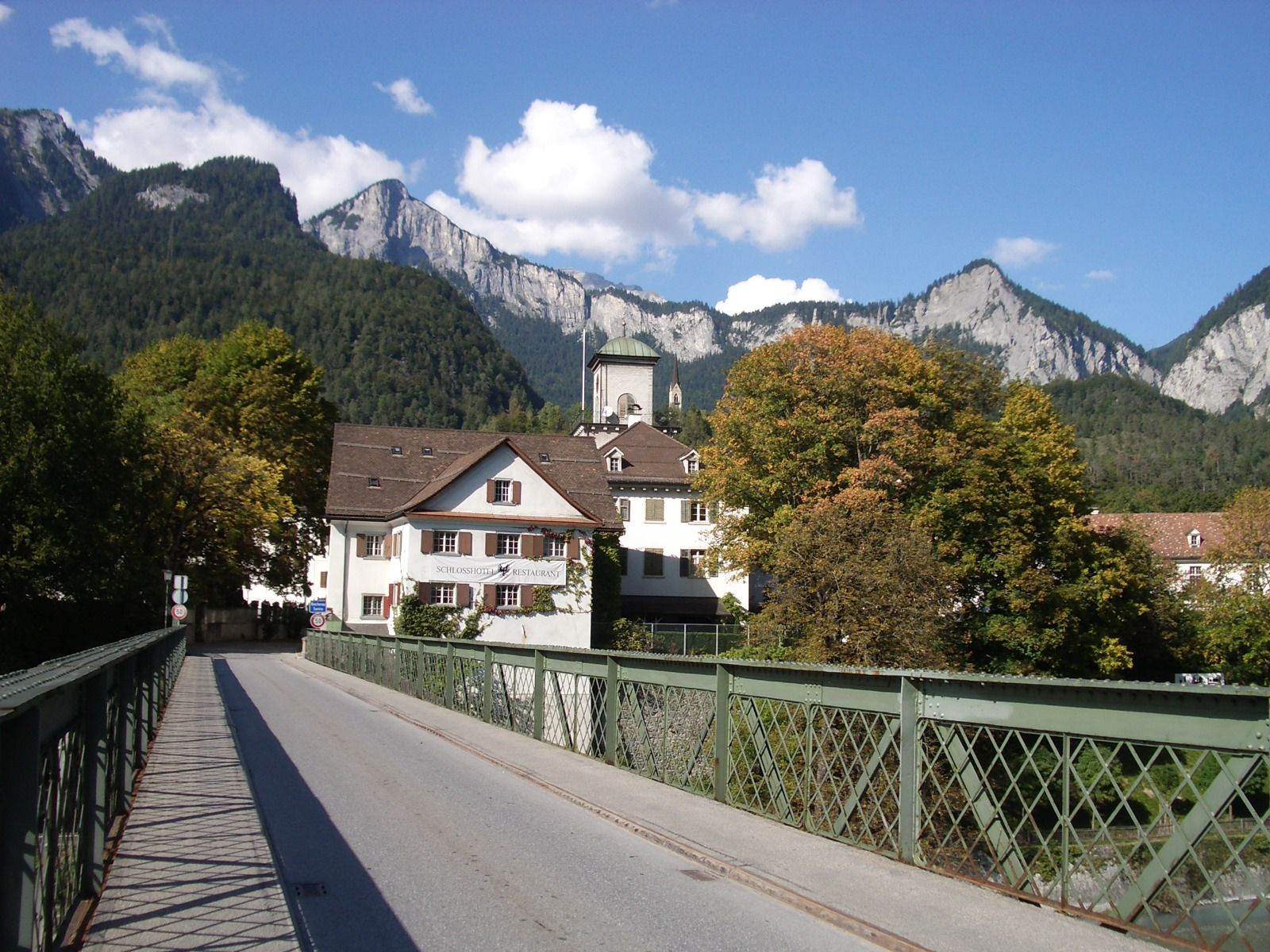
Замок
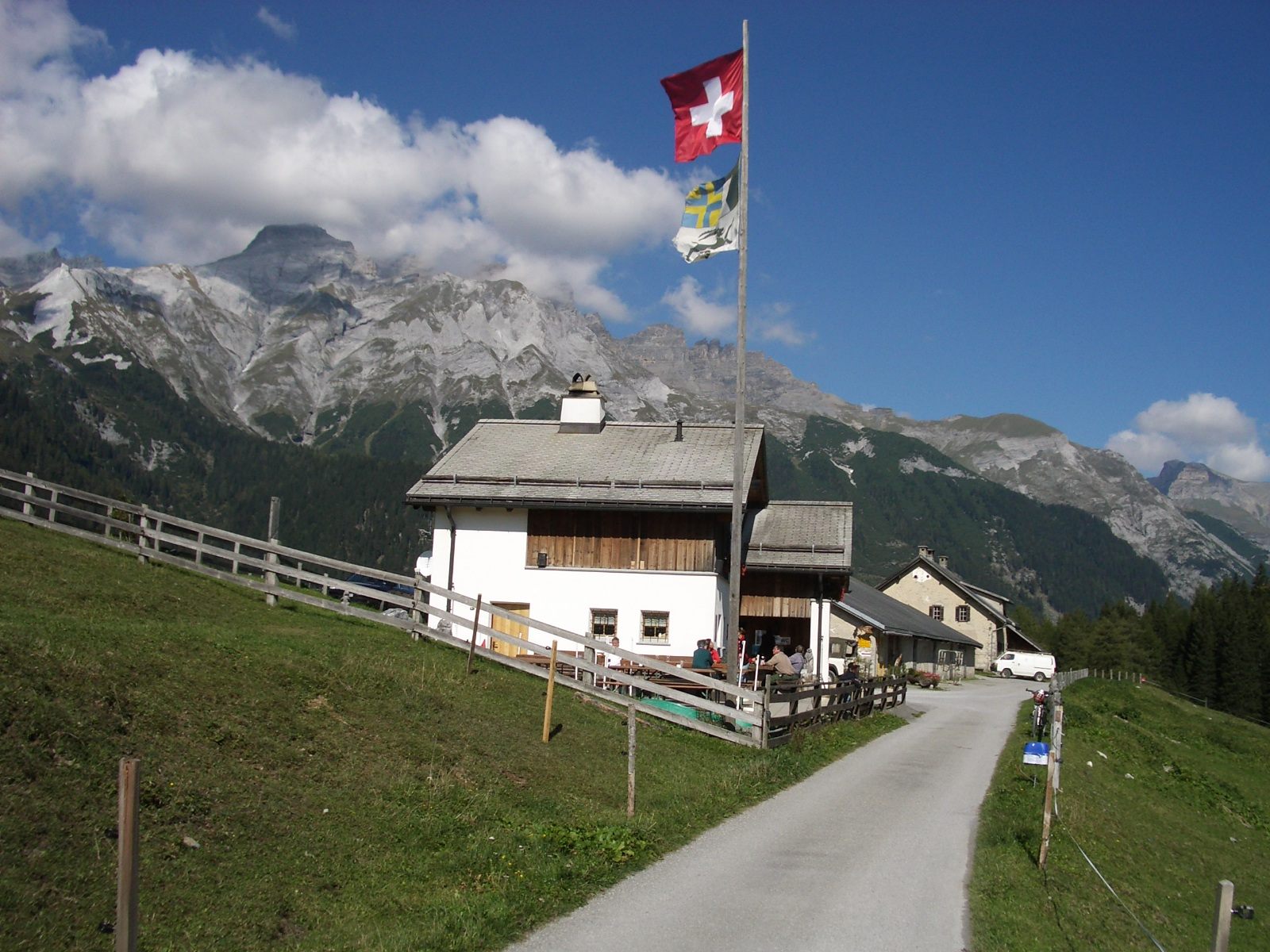
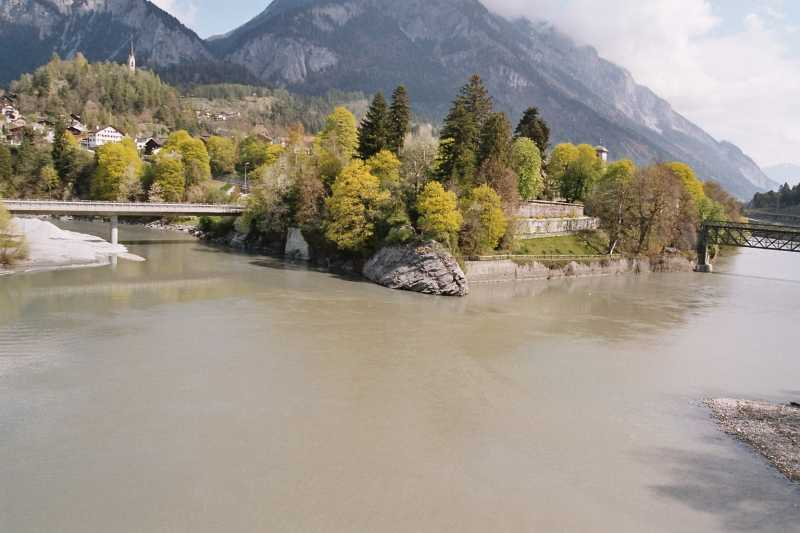